# Понговець (Свентокшиське воєводство)
Понґовець (пол. Pągowiec) — село в Польщі, у гміні Ракув Келецького повіту Свентокшиського воєводства.
Населення — 90 осіб (2011).
У 1975-1998 роках село належало до Келецького воєводства.

## Демографія
Демографічна структура на день 31 березня 2011 року:
|          | Загалом | Допрацездатний вік | Працездатний вік | Постпрацездатний вік |
| -------- | ------- | ------------------ | ---------------- | -------------------- |
| Чоловіки | 46      | 9                  | 35               | 2                    |
| Жінки    | 44      | 9                  | 25               | 10                   |
| Разом    | 90      | 18                 | 60               | 12                   |